# Gémes Katalin
Gémes Katalin (Budapest, 1961. november 24.) magyar opera-énekesnő (mezzoszoprán).

## Életpályája
1980-tól 1983-ig a Bartók Béla Zeneművészeti Szakközépiskolában tanult, majd 1983-tól 1988-ig a Liszt Ferenc Zeneművészeti Főiskola hallgatója volt Fábry Edit és László Margit osztályában. Énekművészi és operaénekesi diplomát szerzett. A Magyar Állami Operaház 1988-ban szerződtette. 1987-90 között három lemezfelvétel készült vele a szombathelyi Capella Savaria zenekarral Nicolas McGegan vezényletével. 1989-ben Gémes Katalin énekelte a főszerepet Láng István, a Magyar Televízió által színre vitt, Bekerítve című monodráma-operájában, Molnár György rendezésében. Az 1991-es schwetzingen-i Rossini Énekversenyen második díjas lett. A világ számos operaszínpadán fellépett (Olaszországban, Franciaországban, Izraelben, az Amerikai Egyesült Államokban, Japánban).

## Főbb szerepei
- Bizet: Carmen - Mercedes
- Mozart: Fiagro házassága - Cherubino
- Puccini: Pillangókisasszony - Szuzuki
- Rossini: A sevillai borbély - Rosina
- Strauss: A denevér - Orlovsky
- Rossini: Hamupipőke - Hamupipőke
- Verdi: Traviata - Flora Bervoix
- Verdi: Rigoletto - Magdeléna
- Wagner: A nürnbergi mesterdalnokok - Magdalena
- Wagner: Parsifal - Apród